# Diocesi di Trofimiana
La diocesi di Trofimiana (in latino Dioecesis Trofimianensis) è una sede soppressa e sede titolare della Chiesa cattolica.

## Storia
Trofimiana, nell'odierna Tunisia, è un'antica sede episcopale della provincia romana di Bizacena.
Sono solo due i vescovi attribuiti a questa diocesi. Alla conferenza di Cartagine del 411, che vide riuniti assieme i vescovi cattolici e donatisti dell'Africa romana, prese parte il cattolico Probanzio; in quell'occasione la sede non aveva vescovi donatisti.
Il nome di Ilarino figura al 35º posto nella lista dei vescovi della Bizacena convocati a Cartagine dal re vandalo Unerico nel 484; Ilarino, come tutti gli altri vescovi cattolici africani, fu condannato all'esilio.
Dal 1933 Trofimiana è annoverata tra le sedi vescovili titolari della Chiesa cattolica; dall'8 febbraio 2025 il vescovo titolare è Bernard Laloo, vescovo ausiliare di Shillong.

## Cronotassi

### Vescovi residenti
- Probanzio † (menzionato nel 411)
- Ilarino † (menzionato nel 484)

### Vescovi titolari
- Jaime Garcia Goulart † (31 gennaio 1967 - 27 gennaio 1971 dimesso)
- Emiliano Kulhi Madangeng † (24 aprile 1971 - 6 maggio 1997 deceduto)
- Maksymilian Leonid Dubrawski, O.F.M. (7 aprile 1998 - 4 maggio 2002 nominato vescovo di Kam"janec'-Podil's'kyj)
- Robert Harris (26 ottobre 2002 - 8 maggio 2007 nominato vescovo di Saint John)
- Pierre Nguyễn Văn Khảm (15 ottobre 2008 - 26 luglio 2014 nominato vescovo di Mỹ Tho)
- Joseph Vincent Brennan (21 luglio 2015 - 5 marzo 2019 nominato vescovo di Fresno)
- Bernard Laloo, dall'8 febbraio 2025